# Wojna domowa w Ugandzie
Wojna domowa w Ugandzie (znana także pod nazwą wojny w buszu lub wojny Luwero) – kampania partyzancka prowadzona w latach 1981–1986 w Ugandzie przez Narodową Armię Oporu (NRA) przeciwko rządowi Miltona Obote, w późniejszym czasie przeciwko reżimowi Tito Okello.

## Geneza konfliktu
Po wojnie ugandyjsko-tanzańskiej i obaleniu Idi Amina w 1979 roku, nastał okres intensywnej konkurencji i walki o władzę pomiędzy różnymi grupami, które pomagały tanzańskiej armii podczas wojny. Grupy które zjednoczyły się w militarnej Ugandyjskiej Armii Wyzwolenia Nagrodowego (UNLA) i jej politycznym odpowiedniku – Ugandyjski Front Wyzwolenia Narodowego (UNLF), utworzyły quasi-parlamentarny organ – Krajową Komisją Konsultacyjną (NCC).
NCC doprowadziła do upadku rządu tymczasowego Yusufa Lule i zastąpienia go przez nowego prezydenta, Godfrey Binaisa. Binaisa został obalony 12 maja 1980 przez Wojskową Komisję, wpływową grupę UNLF kierowaną przez Paulo Muwanga, którego zastępcą został Yoweri Museveni (wówczas lidera Ruchu Patriotycznego Ugandy). Kraj dostał się pod kierownictwo Prezydenckiej Komisji Ugandy, składającej się m.in. z Paulo Muwanga, Yoweri Museveniego, Oyite Ojok i Tito Okello. Prezydencka komisja rządziła Ugandą do wyborów w grudniu 1980 roku, które wygrała partia Miltona Obote – Ugandyjski Kongres Ludowy (UPC). Yoweri Museveni nie uznał wyników wyborów i ogłosił zbrojny bunt przeciwko nowemu rządowi.

## Wojna
Yoweri Museveni oraz jego zwolennicy schronili się w południowo-zachodniej części kraju, tworząc Powszechną Armię Oporu (PRA). PRA później połączyła się z grupą byłego prezydenta Lule, Ugandyjskich Bojowników o Wolność (UFF), w celu stworzenia Narodowej Armii Oporu (NRA) i jej politycznego skrzydła – Narodowego Ruchu Oporu (NRM). Jednocześnie dwie inne grupy rebeliantów, Ugandyjski Front Ocalenia Narodowego (UNRF) i Była Ugandyjska Armia Narodowa (FUNA), powstałe z resztek zwolenników Amina rozpoczęły walkę z UNLA
Wojna rozpoczęła się 6 lutego 1981 roku, od ataku NRA na wojskową instalacje w regionie Mubende. Museveni, który miał doświadczenia w wojnie partyzanckiej z Frontu Wyzwolenia Mozambiku (FRELIMO) oraz Frontu Ocalenia Narodowego (FRONASA), utworzonych w Tanzanii do walki z Idi Aminem. NRA rozpoczęła kampanię na obszarach wiejskich, wrogo nastawionych do rządu Obote, zwłaszcza w środkowej i zachodniej Bugandzie oraz w Ankole i Bunyoro w zachodniej Ugandzie.
Większość bitew prowadzona była przez małe mobilne jednostki, które zostały oznaczone jako grupa „A” – dowodzona przez Stevena Kashaka, grupa „B” dowodzona przez Joram Mugume i grupa „C” pod dowództwem Pecos Kuteesa. Naczelnym dowódcą tych sił był Fred Rwigyema, wspierany przez Salim Saleh, brata Museveni’ego. Dodatkowo istniały jeszcze trzy małe strefowe oddziały – Lutta o okolicy Kapeeka, Kabalega na obszarach położonych blisko Kiwoko i Nkrumah działająca niedaleko Ssingo.

### Prawa człowieka
Siły UNLA starając się zniszczyć NRA, powodowały znaczne straty wśród ludności cywilnej w regionach dotkniętych rebelią. Żołnierze UNLA składający się z ludów Aczoli i Lango, prowadzili działania podobne do tych jakie stosował dyktator, choć same przeżyły czystki Amina w północnej Ugandzie. Na początku 1983 roku, w celu wyeliminowania na obszarach wiejskich wsparcia dla partyzantów Museveni’ego, zmuszono prawie 750 000 osób do masowej deportacji z regionu Luwero.
Obozy dla uchodźców były objęte kontrolą wojskową, a wielu przypadkach dochodziło w nich do łamania praw człowieka.
NRA popełniał podobne zbrodnie, w tym stosował miny przeciwpiechotne przeciwko ludności cywilnej. Wykorzystywał także dzieci-żołnierzy jako szybkie wzmocnienie dla sił partyzanckich, nie zaprzestał tego procederu także później, gdy stał się już regularną armią.

### Konflikty w UNLA
W pogarszającej się sytuacji militarnej, jak i gospodarczej, Obote podporządkował wszystkie inne sprawy jednemu celowi – zwycięstwu militarnemu nad NRA. Doradcy wojskowi z Korei Północnej zostali zaproszeni do wzięcia udziału w walce z rebeliantami. Sama armia była zmęczona wojną, dodatkowo po śmierci szefa sztabu armii gen. Oyite Ojoka w katastrofie śmigłowca na koniec 1983 roku, UNLA zaczęło się dzielić etnicznie. Żołnierze Aczoli skarżyli się, że byli wykorzystani do działań frontowych, nie otrzymując nic w zamian za swoje poświęcenie. Obote rozpoczął oczyszczać korpus oficerski z Aczoli, wyznaczając na ich miejsce ludzi z plemienia Lango. Lango zdominowali także jednostki specjalne.
W dniu 27 lipca 1985 roku, część armii UNLA (składająca się głównie z Aczoli), dowodzona przez gen. Olara-Okello przeprowadziła zamachu stanu, przejmując władzę. Obote ratował się ucieczką.

### Zwycięstwo NRA
Przed śmiercią Olara-Okello, NRA było prawie pokonane, sam Museveni żył na emigracji w Szwecji. W obliczu konfliktów w UNLA i zamachu stanu, wojna partyzancka nabrała rozmachu.
W grudniu 1985 roku, rząd Tito Okello podpisał porozumienie pokojowe z NRA w Nairobi. Zawieszenie broni zostało załamane niemal natychmiast. W styczniu 1986 roku, Salim Saleh nakazał przeprowadzenie ataku na Kampalę, obalając Tito Okello. Yoweri Museveni został nowym prezydentem i jest nim do tej pory. NRA stała się armią narodową; później zmieniała nazwę na Siły Obrony Ludności Ugandy (UPDF).